# Afera z ogrlico
Afera z ogrlico je naziv za skrivnostni incident, ki je med letoma 1785 in 1786 pretresel predrevolucionarno Francijo in je vključeval predvsem ženo kralja Ludvika XVI., Marijo Antoinetto, kardinala Louis Rene Edouard (kneza Rohana) ter Jeanne de Valois, grofico de La Motte. Kraljičin ugled, ki je bil že poslabšan zaradi različnih govoric, je dodatno prizadela vpletenost v goljufijo z diamantno ogrlico, zaradi česar sta bila oškodovana draguljarja. Večina zgodovinarjev meni, da je bila prav afera z ogrlico kaplja čez rob in je pripomogla k začetku francoske revolucije.